# Villaciervos
Villaciervos – gmina w Hiszpanii, w prowincji Soria, w Kastylii i León, o powierzchni 81,34 km². W 2011 roku gmina liczyła 98 mieszkańców.